# Lilly Delén
Lilly Augusta Delén, född 7 juli 1882 i Höör, Malmöhus län, död 22 juni 1949 i Malmö, var en svensk teckningslärare och konstnär. 
Hon var dotter till skogsförvaltaren Knut August Delén och Maria Möller. Delén studerade vid Tekniska skolan i Kristianstad samt träsnide och pastellmåleri för Fredrik Krebs i Lund. I olja, akvarell eller pastell målade hon landskap och stilleben och ibland pastischartad allmogemålning. För kyrkliga ändamål utförde hon arbeten i järn och kopparsmide. Hon illustrerade hembygdsförfattaren Nils Ludvig Olssons Markens melodi 1937 och Efter hundra år 1942. 